# Chăn nuôi thả vườn

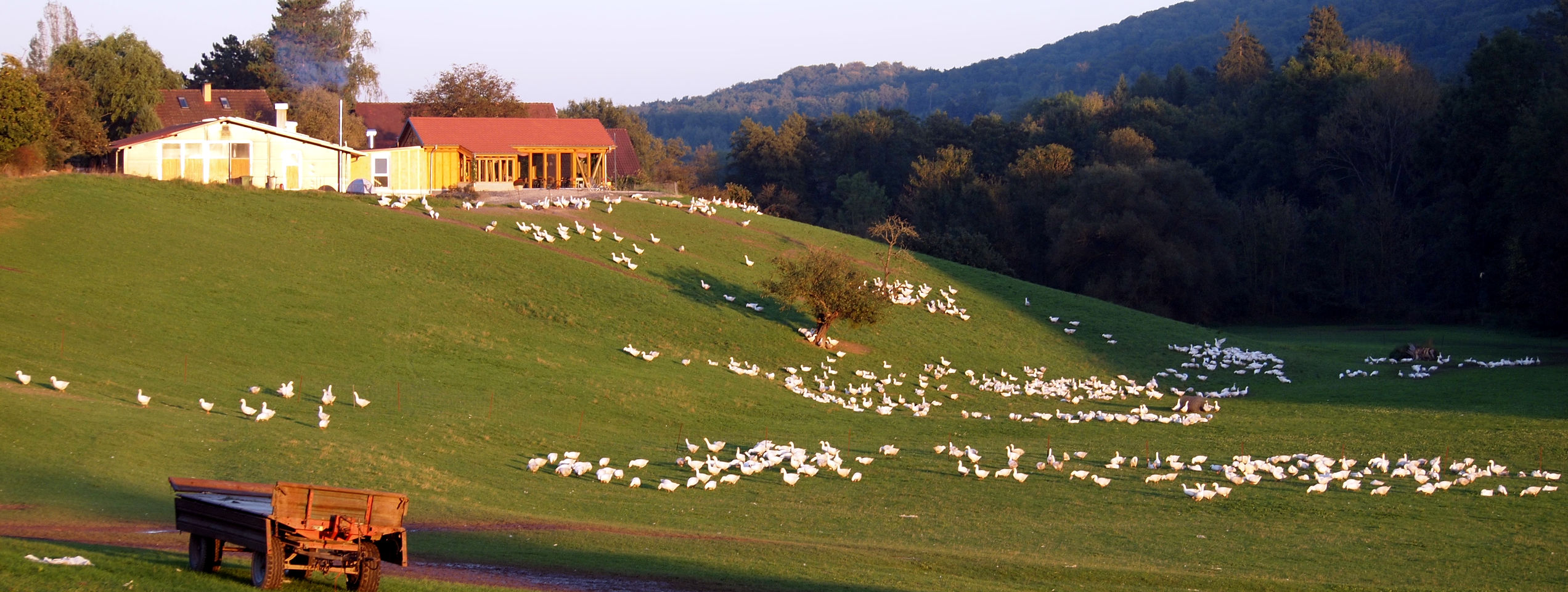
Trang trại chăn nuôi ngỗng thả vườn tại Đức

Chăn nuôi thả vườn hay còn gọi là thả vườn, quảng canh là một phương pháp chăn nuôi mà các con vật nuôi có thể tự do dạo chơi ngoài trời, ít nhất là một phần trong ngày chứ không phải bị giới hạn trong một chuồng nuôi nhốt trong 24 giờ mỗi ngày nuôi. Trên nhiều trang trại ngoài trời và khu vực khác nhau được bao quanh bởi hàng rào, do đó về mặt kỹ thuật làm cho những nơi này thành một bãi quây, tuy nhiên, hệ thống này thường cung cấp cơ hội cho các con vật có thể vận động và có ánh sáng mặt trời không bị ngăn cản bởi các hệ thống nhà ở trong nhà. Chăn nuôi thả vườn có thể áp dụng đối với các loại gia cầm như gà, vịt, ngan, ngỗng hoặc vật nuôi, gia súc như nuôi lợn, chăn nuôi bò sữa. Mặc dù vậy hình thức này khá phổ biến trong chăn nuôi gà với thuật ngữ gà thả vườn.

## Đặc điểm

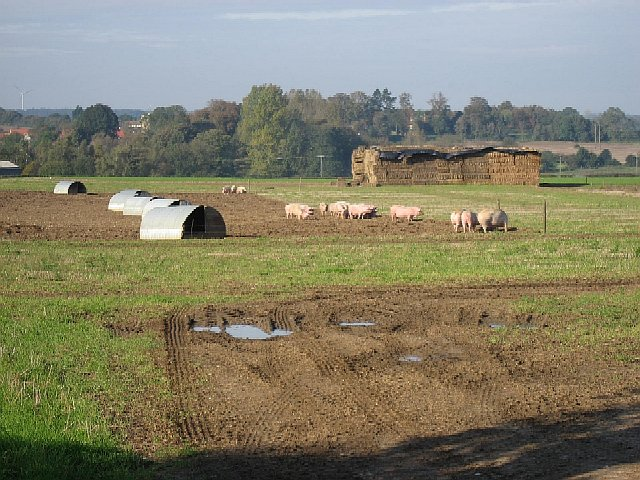
Heo nuôi thả rông tại Anh, có chỗ ở được xây dựng có mục đích (và các tấm lót nền dự phòng). Ở ít nhất một số trang trại, mỗi con lợn có nơi trú ẩn riêng.

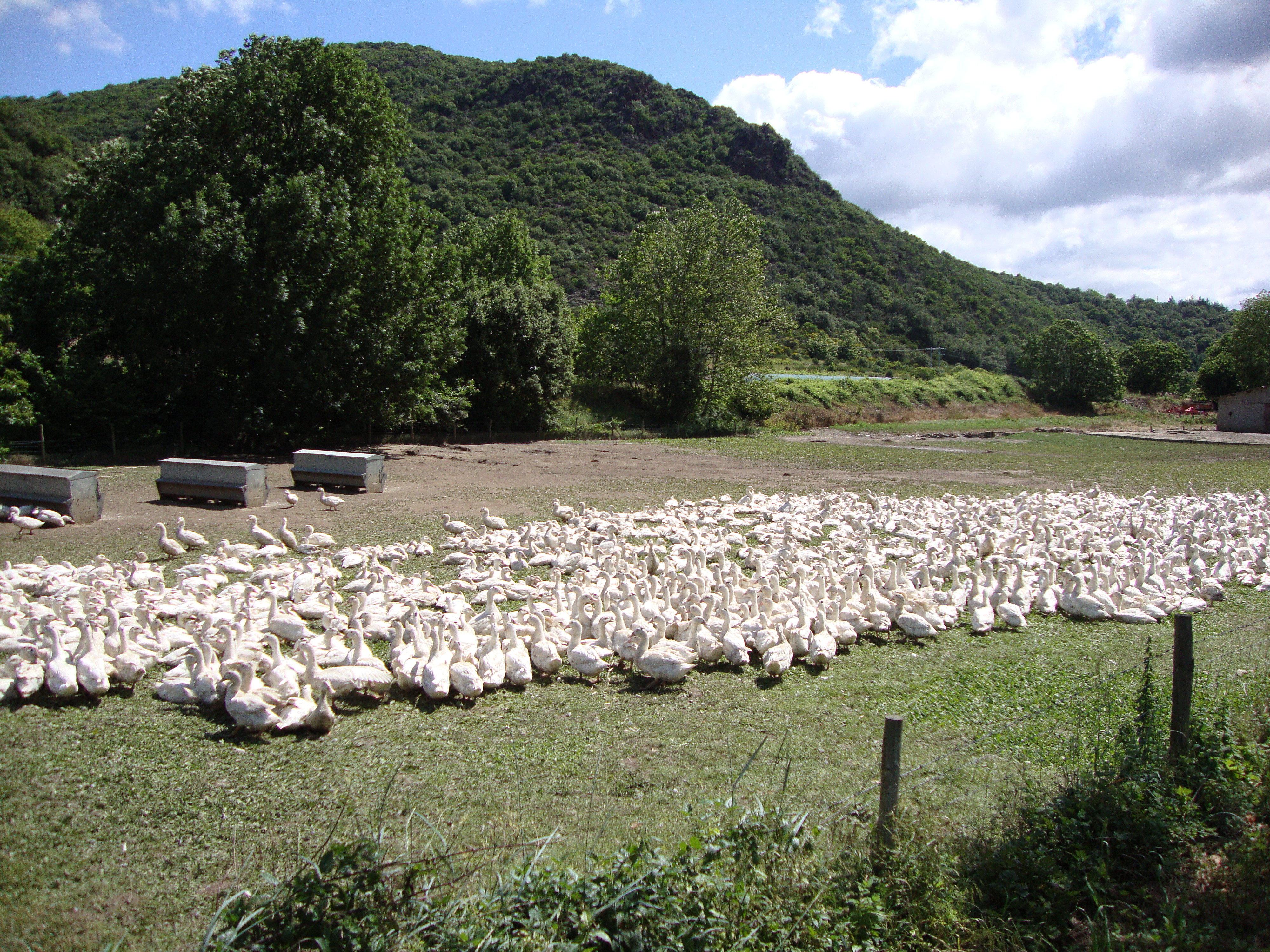
Ngỗng chăn nuôi thả vườn ở Saint-Gervais-sur-Mare, Pháp

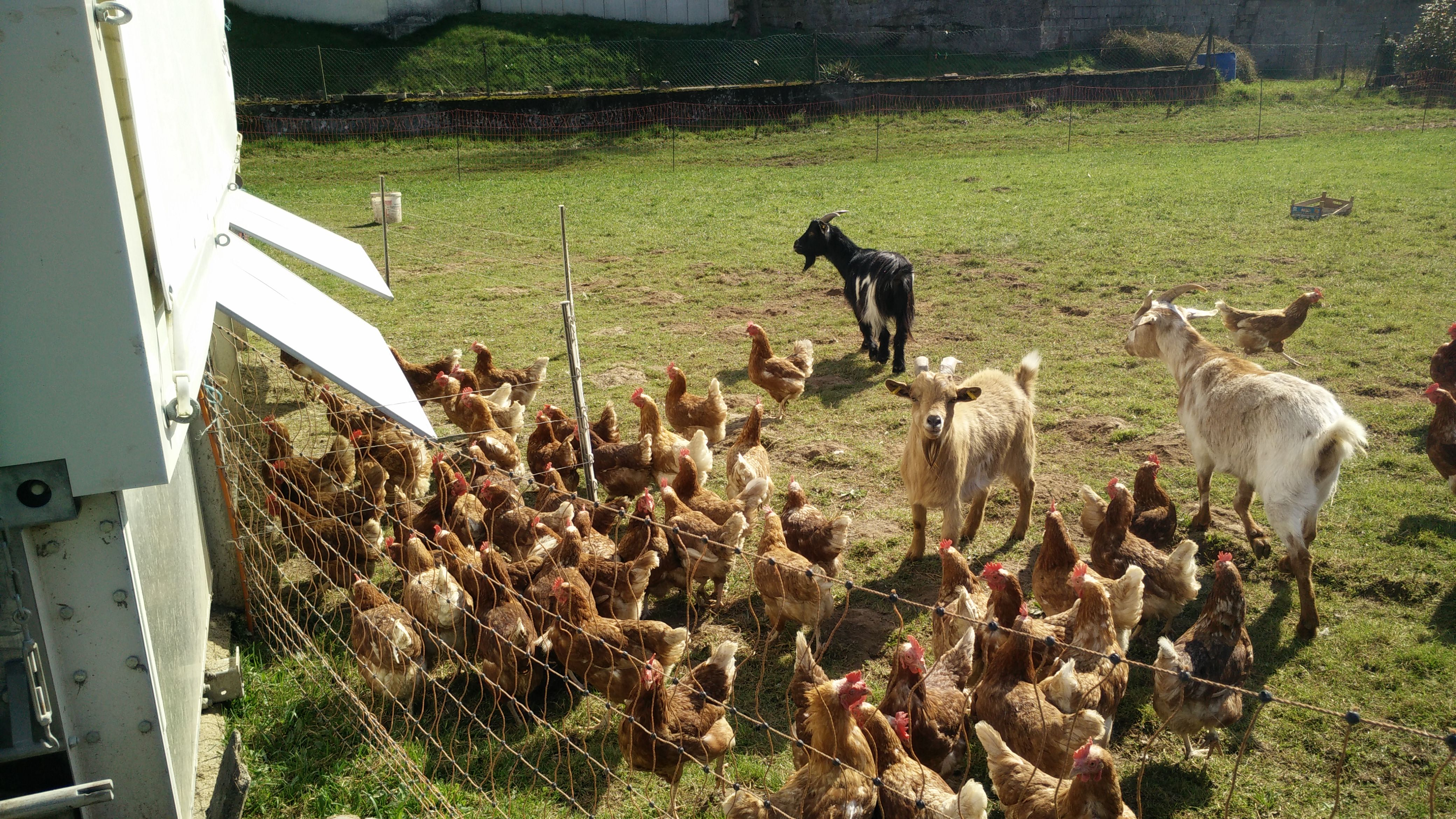
Gà nuôi thả vườn ở Đức, được bảo vệ khỏi chim săn mồi bởi sự hiện diện của dê.

Trong chăn nuôi, thả vườn trong chăn nuôi cho những con vật được phép đi lang thang mà không bị rào trái ngược với đồng cỏ rào. Trong rất nhiều các nền kinh tế dựa vào nông nghiệp, chăn nuôi thả vườn là khá phổ biến. Bãi thả nên có cây bóng mát (trồng cây ăn quả hoặc cây lâm nghiệp), có trồng cỏ xanh là nguồn thức ăn có chứa nhiều vitamin, khoáng, là nguồn dinh dưỡng cho vật nuôi. Có thể làm lán tạm để treo thêm máng ăn (chú ý tránh mưa ướt) và máng uống trong thời gian chăn thả. Cây bóng mát trồng cách hiên chuồng nuôi 4–5 m, tán cây che nắng phải cao hơn chiều cao mái hiên chuồng nuôi để tăng cường thông thoáng.
Có bãi thả tự do, vận động. Vườn thả phải đủ diện tích cho vật nuôi vận động và kiếm thêm thức ăn. Yêu cầu diện tích bãi chăn thả tối thiểu tùy vào từng loại, bãi chăn bố trí cả hai phía (trước và sau) của chuồng nuôi và thực hiện chăn thả luân phiên, sẽ tốt hơn là sử dụng bãi chăn thả một phía.Bao xung quanh bãi chăn nên sử dụng lưới mắt cáo hoặc rào bằng phên tre,... Sao cho thông thoáng nhưng chắc chắn, chống người, thú hoang, hoặc thú nuôi xâm nhập và vật nuôi không thể vượt qua. – Bãi chăn phải thường xuyên vệ sinh và định kỳ phụ tiêu độc.
Một ví dụ là giống gà thả vườn "Label Rouge" có đặc điểm gồm:
- Màu lông: Gà bố mẹ được tạo ra từ dòng trống ông bà GGK thuộc giống Cornish đỏ mọc lông nhanh, có gien ánh sáng vàng và dòng mái ông bà K27 thuộc giống Plymút trắng, mọc lông chậm (gien lặn) có gien ánh sáng vàng.Gà thương phẩm "Label Rouge" là tổ hợp lai 4 dòng có lông màu vàng hoặc nâu vàng, có thể phân biệt bằng màu lông do con mái có ba vệt nâu xám ở lưng, hoặc phân biệt bằng tốc độ mọc lông (con trống mọclông chậm, con mái mọc lông nhanh). Chân và da đen màu vàng.
- Khả năng thích nghi: Gà Bố mẹ và thương phẩm đều rất dễ nuôi, có sức kháng bệnh cao, có khả năng chịu đựng cao với các Strees môi trường, đặcbiệt với điêu kiện nóng -ẩm độ cao, lạnh -ẩm độ cao. Phân gà và chất độnchuồng không khi nào bịẩm, bết (dù vào mùa mưa -độ ẩm trong chuồng gần như bão hòa).
- Nhu cầu dinh dưỡng không cao như gà bố mẹ và gà thịt lông trắng (Tỷ lệ Protein thấp hơn 1 - 3%. ME cũng thấp hơn). Gà bố mẹ có khả năng sinh sản tốt.